# Типурич, Тони
Тони Типурич (нем. Toni Tipurić; 10 сентября 1990, Сараево, Югославия) — австрийский футболист, центральный защитник.

## Биография
Воспитанник австрийских клубов «Пост СФ» (Вена) и «1. Зиммерингер СК» (Зиммеринг), в последнем начал взрослую карьеру в Венской городской лиге. Позднее выступал за другие клубы низших дивизионов Австрии — «Эсслинг», «Кацельсдорф», второй состав «Адмиры», «Дорнбирнер СФ». В 2011—2013 годах играл во второй лиге Австрии за «Аустрию» (Лустенау). В сезоне 2013/14 выступал в региональной лиге Германии за «Шпортфройнде» (Зиген).
В июне 2014 года перешёл в таллинскую «Левадию». Дебютировал в чемпионате Эстонии 21 июня 2014 года в матче против «Калева» (Силламяэ). Всего за неполный сезон сыграл 18 матчей и забил 5 голов в чемпионате страны и стал со своим клубом победителем турнира. Также сыграл 4 матча в Лиге чемпионов и забил один гол в ворота сан-маринского клуба «Ла Фиорита».
В начале 2015 года перешёл в клуб высшего дивизиона Словакии «ВиОн» (Злате Моравце), в его составе провёл полтора сезона. Весной 2017 года выступал в высшем дивизионе Хорватии за «Цибалию» (Винковци), а в июле-августе 2017 года — за клуб румынской Лиги 1 «Конкордия» (Кьяжна). В 2018 году играл за клуб «Шкупи», с которым в сезоне 2017/18 занял четвёртое место в чемпионате Македонии и летом 2018 года провёл два матча в Лиге Европы. Во время зимнего перерыва в сезоне 2018/19 28-летний футболист покинул клуб и прекратил профессиональные выступления.

## Достижения
- Чемпион Эстонии: 2014